# Силич Василь Іванович
Силич Василь Іванович (*близько 1720 — †між 1797 і 1801) — український державний діяч, сотник Любецької сотні Чернігівського полку. Земський суддя Чернігівського повіту.

## Біографія
Вчився в Києво-Могилянській академії. У січні 1738 перебував у класі філософії.
1738 почав службу військовим канцеляристом у Генеральній військовій канцелярії. З 1 червня 1747 до 1764 обіймав посаду сотника Любецької сотні(Чернігівський полк). Після судової реформи на Гетьманщині (1760-1763) обрано земським підсудком Чернігівського повіту (1764), перебував на цій посаді до 1781. Одночасно до 1782 (заснування Чернігівського намісництва) обирався тричі на почесну посаду маршалка Чернігівського повіту. З 8 лютого 1781 — земський суддя Чернігівського повіту, 1784 — радник Чернігівської цивільної палати. Мав чин колезького асесора. З 1797 — надвірний радник.
1757 купив у Л. Я. Климовича слободу Олсохівка Білоусівської сотні Чернігівського полку. 1760 йому належало 48 хат в містечку Сосниця, села Пушкарі, Чорторийка та інші. (відповідно Сосницької, Любецької і Білоусівської сотень Чернігівського полку). 1786 в Городнянському повіті Чернігівського намісництва мав 564 душі в 16 населених пунктах, які, напевне, одержав за уряди сотництва і суддівства.